# Anacaena signaticollis
Anacaena signaticollis är en skalbaggsart som beskrevs av Henry Clinton Fall 1924. Anacaena signaticollis ingår i släktet Anacaena och familjen palpbaggar. Inga underarter finns listade i Catalogue of Life.